# Санкање на Зимским олимпијским играма 2014 — мушкарци појединачно
Такмичење у санкању за мушкарце у појединачној конкуренцији на Зимским олимпијским играма 2014. у Сочију одржат ће се 8. и 9. фебруара 2014. на леденој стази Санки у близини Краснаје Пољане.
На такмичењу учествује 40 такмичара из 22 земље, а олимпијску титулу брани Немац Феликс Лох.

## Освајачи медаља
|  | Резултат |  | Резултат |  | Резултат |
|  |          |  |          |  |          |
|  |          |  |          |  |          |

## Учесници
На такмичењу учествује укупно 40 такмичара из 22 земље, а имена учесника одређена су на основу пласмана на ранг листама светског санкашког купа у сезони 2013/14. Макисмалан број учесника по НОК-у је 3 (8 најбоље рангираних земаља на светском купу), док су две следеће земље по учинку имале загарантоване две квоте. Распоред осталих учесника одређен је искључиво на основу пласмана на листама.
| - Александар Ферлацо (AUS) - Волфганг Киндл (AUT) - Данијел Пфистер (AUT) - Рајнхард Егер (AUT) - Самјуел Едни (CAN) - Џон Фенел (CAN) - Мишел Малик (CAN) - Ондреј Химан (CZE) - Анди Лангенхан (GER) - Феликс Лох (GER) | - Давид Мелер (GER) - [[]] (HUN) - Шива Кешаван (IND) - Доминик Фишналер (ITA) - Емануел Рајдер (ITA) - Армин Цегелер (ITA) - Хиденари Канајама (JPN) - Инарс Кивлениекс (LAT) - Кристапс Мауринс (LAT) - Мартинс Рубенис (LAT) | - Богдан Маковеј (MDA) - Тор Хауг Норбех (NOR) - Тонес Станг Ролфсен (NOR) - Јо Александар Копанг (NOR) - Масиеј Куровски (POL) - Валентин Крецу (ROU) - Алберт Демченко (RUS) - Александар Перетјагин (RUS) - Виктор Кнејб (RUS) - Јозеф Нинис (SVK) | - Станимир Бењов (BUL) - [[]] (TPE) - Ким Донг-Хјеон (KOR) - Грегори Каригјет (SUI) - Бруно Банани (TGA) - Андреј Кис (UKR) - Андреј Манџиј (UKR) - Ејдан Кели (USA) - Крис Маздер (USA) - Такер Вест (USA) |

## Резултати
| Пласман | Број | Санкаш | НОК | Трка 1 | Трка 2 | Трка 3 | Трка 4 | Укупно време | Заостатак |
| ------- | ---- | ------ | --- | ------ | ------ | ------ | ------ | ------------ | --------- |
|         |      |        |     |        |        |        |        |              | 0.000     |
|         |      |        |     |        |        |        |        |              |           |
|         |      |        |     |        |        |        |        |              |           |
| 4.      |      |        |     |        |        |        |        |              |           |